# Auchenipterus nuchalis
Auchenipterus nuchalis és una espècie de peix de la família dels auqueniptèrids i de l'ordre dels siluriformes.

## Morfologia
Els mascles poden assolir els 15,4 cm de llargària total.

## Alimentació
Menja peixets.

## Hàbitat
Viu en àrees de clima tropical entre els 20 i els 22 °C de temperatura.

## Distribució geogràfica
Es troba a Sud-amèrica: riu Amazones.